# 패리스 데멘

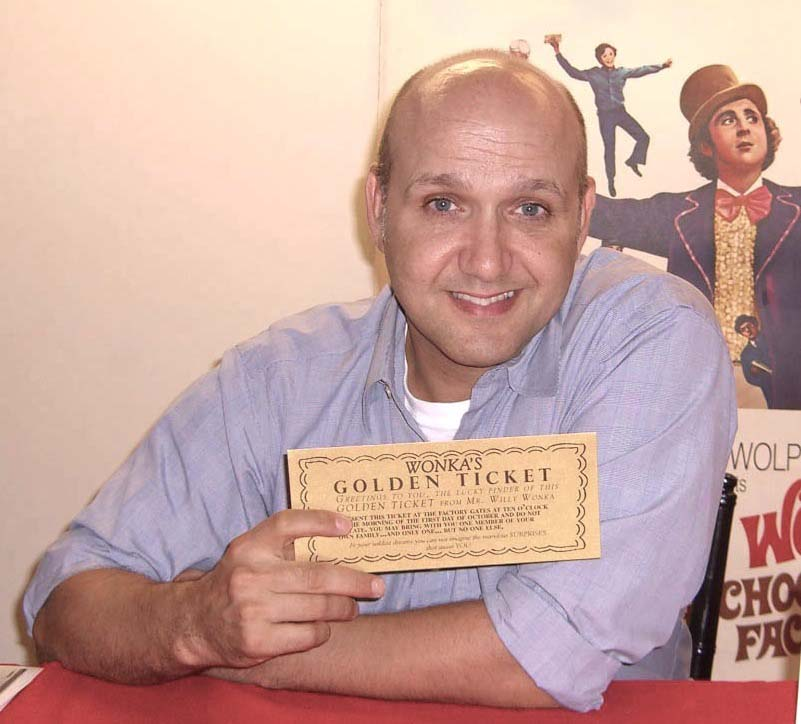

패리스 데멘(Paris Themmen, 1959년 6월 25일 ~ )은 미국의 배우, 연극 배우, 텔레비전 배우이다.
보스턴에서 태어났다.

## 영화
- 초콜릿 천국 (1971년)